# Campeonato de Segunda División 1939 (Argentina)
El Campeonato de Segunda División 1939 fue el sexto de la era profesional en la Argentina de la Segunda División. Fue disputado entre el 1 de abril y el 9 de diciembre por 33 equipos. Participaron los equipos de la Segunda División más las reservas de los equipos de la Primera División, excepto las de Rosario Central y Newell's Old Boys.
Se confeccionó una tabla de posiciones que incluyó exclusivamente los partidos entre equipos de la Segunda División, de la cual salieron seis, que jugaron un torneo reducido por el ascenso. Este fue para Banfield.
Sportivo Buenos Aires descendió a la Tercera División al final de la temporada.

## Ascensos y descensos
| Desafiliado         |
| ------------------- |
| Estudiantil Porteño |

| Pos. | Ascendidos a Segunda División 1939 |
| ---- | ---------------------------------- |
| 1.º  | Los Andes                          |

| Pos. | Ascendidos a la Primera División 1939 |
| ---- | ------------------------------------- |
| 1.º  | Argentino de Quilmes                  |

| Pos. | Descendidos de la Primera División 1938 |
| ---- | --------------------------------------- |
| 16.º | Almagro                                 |
| 17.º | Talleres (RdE)                          |

## Sistema de disputa
Los equipos se enfrentaron bajo el sistema de todos contra todos a una rueda. El ganador se consagró campeón.

### Ascenso
El equipo de segunda categoría que resultó ganador se consagró campeón y obtuvo el ascenso. En caso de que ningún equipo de la categoría resultara campeón, los seis mejores posicionados disputaron un torneo bajo el sistema de todos contra todos a una rueda, donde el ganador obtuvo el ascenso.

### Descenso
El peor posicionado entre los equipos de segunda categoría descendió a Tercera División.

## Equipos
| Equipo                 | Ciudad               |
| ---------------------- | -------------------- |
| Acassuso               | Boulogne             |
| All Boys               | Buenos Aires         |
| Almagro                | Buenos Aires         |
| Argentinos Juniors     | Buenos Aires         |
| Banfield               | Banfield             |
| Barracas Central       | Buenos Aires         |
| Colegiales             | Munro                |
| Defensores de Belgrano | Buenos Aires         |
| Dock Sud               | Dock Sud             |
| El Porvenir            | Gerli                |
| Estudiantes (BA)       | Buenos Aires         |
| Excursionistas         | Buenos Aires         |
| Los Andes              | Lomas de Zamora      |
| Quilmes                | Quilmes              |
| Sportivo Buenos Aires  | Buenos Aires         |
| Talleres               | Remedios de Escalada |
| Temperley              | Temperley            |

A estos equipos se le sumaron las reservas de Primera División, totalizando 33 participantes.

## Tabla de posiciones final
| Pos  | Equipo                           | Pts | PJ | G  | E  | P  | GF  | GC  | DIF |
| ---- | -------------------------------- | --- | -- | -- | -- | -- | --- | --- | --- |
| 1.º  | San Lorenzo (reserva)            | 56  | 32 | 26 | 4  | 2  | 118 | 32  | 86  |
| 2.º  | Boca Juniors (reserva)           | 55  | 32 | 25 | 5  | 2  | 132 | 44  | 88  |
| 3.º  | River Plate (reserva)            | 55  | 32 | 25 | 5  | 2  | 101 | 36  | 65  |
| 4.º  | Banfield                         | 45  | 32 | 20 | 5  | 7  | 90  | 54  | 36  |
| 5.º  | All Boys                         | 43  | 32 | 17 | 9  | 6  | 95  | 56  | 39  |
| 6.º  | Barracas Central                 | 43  | 32 | 18 | 7  | 7  | 67  | 57  | 10  |
| 7.º  | Racing Club (reserva)            | 42  | 32 | 18 | 6  | 8  | 110 | 59  | 51  |
| 8.º  | Temperley                        | 42  | 32 | 19 | 4  | 9  | 86  | 73  | 13  |
| 9.º  | Dock Sud                         | 40  | 32 | 16 | 8  | 8  | 72  | 60  | 12  |
| 10.º | Chacarita Juniors (reserva)      | 37  | 32 | 15 | 7  | 10 | 66  | 64  | 2   |
| 11.º | Defensores de Belgrano           | 37  | 32 | 13 | 11 | 8  | 74  | 56  | 18  |
| 12.º | Almagro                          | 34  | 32 | 13 | 8  | 11 | 61  | 58  | 3   |
| 13.º | Estudiantes (La Plata) (reserva) | 34  | 32 | 14 | 6  | 12 | 90  | 67  | 23  |
| 14.º | Huracán (reserva)                | 33  | 32 | 13 | 7  | 12 | 32  | 57  | -35 |
| 15.º | Excursionistas                   | 32  | 32 | 12 | 8  | 12 | 67  | 72  | -5  |
| 16.º | Platense (reserva)               | 32  | 32 | 13 | 6  | 13 | 80  | 74  | 6   |
| 17.º | El Porvenir                      | 31  | 32 | 12 | 7  | 13 | 73  | 78  | -5  |
| 18.º | Colegiales                       | 30  | 32 | 12 | 6  | 14 | 73  | 85  | -12 |
| 19.º | Independiente (reserva)          | 29  | 32 | 12 | 5  | 15 | 72  | 77  | -5  |
| 20.º | Ferro Carril Oeste (reserva)     | 27  | 32 | 11 | 5  | 16 | 69  | 77  | -8  |
| 21.º | Gimnasia (La Plata) (reserva)    | 27  | 32 | 11 | 5  | 16 | 64  | 81  | -17 |
| 22.º | Los Andes                        | 27  | 32 | 11 | 5  | 16 | 65  | 80  | -15 |
| 23.º | Talleres (Remedios de Escalada)  | 27  | 32 | 12 | 3  | 17 | 74  | 85  | -11 |
| 24.º | Quilmes                          | 26  | 32 | 11 | 4  | 17 | 60  | 66  | -6  |
| 25.º | Atlanta (reserva)                | 23  | 32 | 10 | 3  | 19 | 65  | 94  | -29 |
| 26.º | Argentino de Quilmes (reserva)   | 22  | 32 | 7  | 8  | 17 | 65  | 85  | -20 |
| 27.º | Acassuso                         | 22  | 32 | 7  | 8  | 17 | 65  | 100 | -35 |
| 28.º | Vélez Sarsfield (reserva)        | 22  | 32 | 8  | 6  | 18 | 66  | 109 | -43 |
| 29.º | Argentinos Juniors               | 21  | 32 | 8  | 5  | 19 | 69  | 89  | -20 |
| 30.º | Lanús (reserva)                  | 21  | 32 | 9  | 3  | 20 | 88  | 114 | -26 |
| 31.º | Estudiantes (Buenos Aires)       | 20  | 32 | 8  | 4  | 20 | 58  | 95  | -37 |
| 32.º | Tigre (reserva)                  | 11  | 32 | 3  | 5  | 24 | 39  | 121 | -82 |
| 33.º | Sportivo Buenos Aires            | 10  | 32 | 3  | 4  | 25 | 39  | 115 | -76 |

|  |                                                        |
|  | Ganador del torneo y campeón del concurso de reservas. |

## Tabla de posiciones final de Segunda División
Se contabilizaron únicamente enfrentamientos entre equipos de la Segunda División.
| Pos  | Equipo                          | Pts | PJ | G  | E | P  | GF | GC | DIF |
| ---- | ------------------------------- | --- | -- | -- | - | -- | -- | -- | --- |
| 1.º  | Banfield                        | 28  | 16 | 14 | 0 | 2  | 55 | 15 | 40  |
| 2.º  | All Boys                        | 21  | 16 | 7  | 7 | 2  | 42 | 26 | 16  |
| 3.º  | Barracas Central                | 21  | 16 | 8  | 5 | 3  | 32 | 28 | 4   |
| 4.º  | Dock Sud                        | 21  | 16 | 9  | 3 | 4  | 34 | 30 | 4   |
| 5.º  | Temperley                       | 20  | 16 | 9  | 2 | 5  | 41 | 31 | 10  |
| 6.º  | Defensores de Belgrano          | 20  | 16 | 7  | 6 | 3  | 36 | 31 | 5   |
| 7.º  | Almagro                         | 18  | 16 | 7  | 4 | 5  | 29 | 24 | 5   |
| 8.º  | Excursionistas                  | 18  | 16 | 7  | 4 | 5  | 30 | 29 | 1   |
| 9.º  | Colegiales                      | 16  | 16 | 6  | 4 | 6  | 38 | 41 | -3  |
| 10.º | Talleres (Remedios de Escalada) | 16  | 16 | 7  | 2 | 7  | 37 | 44 | -7  |
| 11.º | El Porvenir                     | 14  | 16 | 5  | 4 | 7  | 39 | 36 | 3   |
| 12.º | Los Andes                       | 12  | 16 | 6  | 0 | 10 | 34 | 37 | -3  |
| 13.º | Quilmes                         | 12  | 16 | 5  | 2 | 9  | 33 | 36 | -3  |
| 14.º | Acassuso                        | 12  | 16 | 5  | 2 | 9  | 34 | 49 | -15 |
| 15.º | Argentinos Juniors              | 11  | 16 | 4  | 3 | 9  | 34 | 35 | -1  |
| 16.º | Estudiantes (Buenos Aires)      | 8   | 16 | 3  | 2 | 11 | 28 | 42 | -14 |
| 17.º | Sportivo Buenos Aires           | 4   | 16 | 1  | 2 | 13 | 18 | 60 | -42 |

|  |                                        |
|  | Clasificados al torneo por el ascenso. |
|  |                                        |
|  | Descendió a la Tercera División.       |

## Resultados
Se contabilizan únicamente enfrentamientos entre equipos de la Segunda División.
| Fecha 1            | Fecha 1   | Fecha 1                | Fecha 1            | Fecha 1    | Fecha 1 |
| Local              | Resultado | Visitante              | Estadio            | Fecha      |         |
| ------------------ | --------- | ---------------------- | ------------------ | ---------- | ------- |
| Colegiales         | 2 - 2     | Defensores de Belgrano | Colegiales         | 1 de abril |         |
| Sportivo Dock Sud  | 4 - 1     | Estudiantes (BA)       | Sportivo Dock Sud  | 1 de abril |         |
| Argentinos Juniors | 1 - 3     | El Porvenir            | Argentinos Juniors | 1 de abril |         |
| Excursionistas     | 3 - 0     | Almagro                | Excursionistas     | 1 de abril |         |

| Fecha 2          | Fecha 2   | Fecha 2            | Fecha 2          | Fecha 2    | Fecha 2 |
| Local            | Resultado | Visitante          | Estadio          | Fecha      |         |
| ---------------- | --------- | ------------------ | ---------------- | ---------- | ------- |
| Almagro          | 1 - 1     | Argentinos Juniors | Platense         | 8 de abril |         |
| Estudiantes (BA) | 3 - 4     | Colegiales         | Estudiantes (BA) | 8 de abril |         |
| Los Andes        | 2 - 1     | Quilmes            | Los Andes        | 8 de abril |         |

| Fecha 3           | Fecha 3   | Fecha 3                | Fecha 3           | Fecha 3     | Fecha 3 |
| Local             | Resultado | Visitante              | Estadio           | Fecha       |         |
| ----------------- | --------- | ---------------------- | ----------------- | ----------- | ------- |
| Colegiales        | 1 - 5     | Los Andes              | Colegiales        | 15 de abril |         |
| Sportivo Dock Sud | 2 - 0     | Sportivo Buenos Aires  | Sportivo Dock Sud | 15 de abril |         |
| Talleres (RdE)    | 1 - 2     | Defensores de Belgrano | Talleres (RdE)    | 15 de abril |         |
| Excursionistas    | 1 - 1     | Barracas Central       | Excursionistas    | 15 de abril |         |
| All Boys          | 0 - 0     | El Porvenir            | All Boys          | 15 de abril |         |
| Temperley         | 2 - 2     | Almagro                | Temperley         | 15 de abril |         |

| Fecha 4                | Fecha 4   | Fecha 4            | Fecha 4                | Fecha 4     | Fecha 4 |
| Local                  | Resultado | Visitante          | Estadio                | Fecha       |         |
| ---------------------- | --------- | ------------------ | ---------------------- | ----------- | ------- |
| Almagro                | 1 - 2     | All Boys           | Platense               | 22 de abril |         |
| El Porvenir            | 3 - 3     | Excursionistas     | El Porvenir            | 22 de abril |         |
| Barracas Central       | 2 - 0     | Argentinos Juniors | Barracas Central       | 22 de abril |         |
| Estudiantes (BA)       | 1 - 4     | Talleres (RdE)     | Estudiantes (BA)       | 22 de abril |         |
| Defensores de Belgrano | 3 - 3     | Sportivo Dock Sud  | Defensores de Belgrano | 22 de abril |         |
| Sportivo Buenos Aires  | 0 - 0     | Colegiales         | Sportivo Buenos Aires  | 22 de abril |         |
| Libre: Quilmes         |           |                    |                        |             |         |

| Fecha 5            | Fecha 5   | Fecha 5          | Fecha 5            | Fecha 5     | Fecha 5 |
| Local              | Resultado | Visitante        | Estadio            | Fecha       |         |
| ------------------ | --------- | ---------------- | ------------------ | ----------- | ------- |
| Colegiales         | 3 - 2     | Quilmes          | River Plate        | 29 de abril |         |
| Talleres (RdE)     | 4 - 2     | Los Andes        | Talleres (RdE)     | 29 de abril |         |
| Argentinos Juniors | 1 - 3     | Banfield         | Argentinos Juniors | 29 de abril |         |
| Excursionistas     | 4 - 2     | Acassuso         | Excursionistas     | 29 de abril |         |
| Temperley          | 1 - 4     | Barracas Central | Temperley          | 29 de abril |         |

| Fecha 6               | Fecha 6   | Fecha 6            | Fecha 6               | Fecha 6   | Fecha 6 |
| Local                 | Resultado | Visitante          | Estadio               | Fecha     |         |
| --------------------- | --------- | ------------------ | --------------------- | --------- | ------- |
| Los Andes             | 0 - 1     | Sportivo Dock Sud  | Los Andes             | 6 de mayo |         |
| El Porvenir           | 0 - 2     | Temperley          | El Porvenir           | 6 de mayo |         |
| Sportivo Buenos Aires | 1 - 1     | Talleres (RdE)     | Sportivo Buenos Aires | 6 de mayo |         |
| Acassuso              | 2 - 1     | Argentinos Juniors | Acassuso              | 6 de mayo |         |
| Barracas Central      | 2 - 2     | All Boys           | Barracas Central      | 6 de mayo |         |

| Fecha 7  | Fecha 7   | Fecha 7           | Fecha 7  | Fecha 7    | Fecha 7 |
| Local    | Resultado | Visitante         | Estadio  | Fecha      |         |
| -------- | --------- | ----------------- | -------- | ---------- | ------- |
| Acassuso | 3 - 7     | All Boys          | Acassuso | 13 de mayo |         |
| Banfield | 5 - 1     | Excursionistas    | Banfield | 13 de mayo |         |
| Quilmes  | 2 - 3     | Sportivo Dock Sud | Quilmes  | 13 de mayo |         |

| Fecha 8        | Fecha 8   | Fecha 8   | Fecha 8        | Fecha 8    | Fecha 8 |
| Local          | Resultado | Visitante | Estadio        | Fecha      |         |
| -------------- | --------- | --------- | -------------- | ---------- | ------- |
| Talleres (RdE) | 4 - 0     | Quilmes   | Talleres (RdE) | 20 de mayo |         |
| All Boys       | 0 - 1     | Banfield  | All Boys       | 20 de mayo |         |
| Temperley      | 3 - 0     | Acassuso  | Temperley      | 20 de mayo |         |
| Libre: Almagro |           |           |                |            |         |

| Fecha 9           | Fecha 9   | Fecha 9   | Fecha 9     | Fecha 9    | Fecha 9 |
| Local             | Resultado | Visitante | Estadio     | Fecha      |         |
| ----------------- | --------- | --------- | ----------- | ---------- | ------- |
| El Porvenir       | 1 - 3     | Almagro   | El Porvenir | 27 de mayo |         |
| Banfield          | 2 - 1     | Temperley | Banfield    | 27 de mayo |         |
| Libre: Colegiales |           |           |             |            |         |

| Fecha 10           | Fecha 10  | Fecha 10         | Fecha 10               | Fecha 10   | Fecha 10 |
| Local              | Resultado | Visitante        | Estadio                | Fecha      |          |
| ------------------ | --------- | ---------------- | ---------------------- | ---------- | -------- |
| Sportivo Dock Sud  | 4 - 2     | Colegiales       | Dock Sud               | 3 de junio |          |
| Argentinos Juniors | 0 - 3     | Estudiantes (BA) | Argentinos Juniors     | 3 de junio |          |
| Almagro            | 2 - 0     | Barracas Central | Defensores de Belgrano | 3 de junio |          |
| Libre: El Porvenir |           |                  |                        |            |          |

| Fecha 11                 | Fecha 11  | Fecha 11           | Fecha 11               | Fecha 11    | Fecha 11 |
| Local                    | Resultado | Visitante          | Estadio                | Fecha       |          |
| ------------------------ | --------- | ------------------ | ---------------------- | ----------- | -------- |
| Barracas Central         | 4 - 2     | El Porvenir        | Barracas Central       | 10 de junio |          |
| Estudiantes (BA)         | 1 - 2     | Excursionistas     | Estudiantes (BA)       | 10 de junio |          |
| Defensores de Belgrano   | 3 - 2     | Argentinos Juniors | Defensores de Belgrano | 10 de junio |          |
| Colegiales               | 6 - 3     | Talleres (RdE)     | Colegiales             | 10 de junio |          |
| Libre: Sportivo Dock Sud |           |                    |                        |             |          |

| Fecha 12                | Fecha 12  | Fecha 12               | Fecha 12               | Fecha 12    | Fecha 12 |
| Local                   | Resultado | Visitante              | Estadio                | Fecha       |          |
| ----------------------- | --------- | ---------------------- | ---------------------- | ----------- | -------- |
| Talleres (RdE)          | 1 - 3     | Sportivo Dock Sud      | Talleres (RdE)         | 17 de junio |          |
| Argentinos Juniors      | 8 - 1     | Sportivo Buenos Aires  | Argentinos Juniors     | 17 de junio |          |
| Excursionistas          | 1 - 1     | Defensores de Belgrano | Excursionistas         | 17 de junio |          |
| All Boys                | 2 - 2     | Estudiantes (BA)       | All Boys               | 17 de junio |          |
| Almagro                 | 3 - 0     | Acassuso               | Defensores de Belgrano | 17 de junio |          |
| Libre: Barracas Central |           |                        |                        |             |          |

| Fecha 13               | Fecha 13  | Fecha 13           | Fecha 13               | Fecha 13    | Fecha 13 |
| Local                  | Resultado | Visitante          | Estadio                | Fecha       |          |
| ---------------------- | --------- | ------------------ | ---------------------- | ----------- | -------- |
| Acassuso               | 3 - 2     | El Porvenir        | Acassuso               | 24 de junio |          |
| Banfield               | 4 - 2     | Almagro            | Banfield               | 24 de junio |          |
| Estudiantes (BA)       | 2 - 2     | Temperley          | Estudiantes (BA)       | 24 de junio |          |
| Defensores de Belgrano | 4 - 6     | All Boys           | Defensores de Belgrano | 24 de junio |          |
| Sportivo Buenos Aires  | 2 - 4     | Excursionistas     | Sportivo Buenos Aires  | 24 de junio |          |
| Los Andes              | 2 - 3     | Argentinos Juniors | Los Andes              | 24 de junio |          |
| Libre: Talleres (RdE)  |           |                    |                        |             |          |

| Fecha 14         | Fecha 14  | Fecha 14               | Fecha 14         | Fecha 14   | Fecha 14 |
| Local            | Resultado | Visitante              | Estadio          | Fecha      |          |
| ---------------- | --------- | ---------------------- | ---------------- | ---------- | -------- |
| Excursionistas   | 3 - 2     | Los Andes              | Excursionistas   | 1 de julio |          |
| All Boys         | 3 - 1     | Sportivo Buenos Aires  | All Boys         | 1 de julio |          |
| Temperley        | 5 - 1     | Defensores de Belgrano | Temperley        | 1 de julio |          |
| El Porvenir      | 1 - 2     | Banfield               | El Porvenir      | 1 de julio |          |
| Barracas Central | 1 - 1     | Acassuso               | Barracas Central | 1 de julio |          |

| Fecha 15              | Fecha 15  | Fecha 15           | Fecha 15              | Fecha 15    | Fecha 15 |
| Local                 | Resultado | Visitante          | Estadio               | Fecha       |          |
| --------------------- | --------- | ------------------ | --------------------- | ----------- | -------- |
| Banfield              | 4 - 0     | Barracas Central   | Banfield              | 15 de julio |          |
| Sportivo Buenos Aires | 2 - 3     | Temperley          | Sportivo Buenos Aires | 15 de julio |          |
| Los Andes             | 1 - 4     | All Boys           | Los Andes             | 15 de julio |          |
| Quilmes               | 2 - 1     | Argentinos Juniors | Quilmes               | 15 de julio |          |

| Fecha 16        | Fecha 16  | Fecha 16  | Fecha 16       | Fecha 16     | Fecha 16 |
| Local           | Resultado | Visitante | Estadio        | Fecha        |          |
| --------------- | --------- | --------- | -------------- | ------------ | -------- |
| Temperley       | 1 - 3     | Los Andes | Temperley      | 22 de julio  |          |
| Excursionistas  | 2 - 0     | Quilmes   | Excursionistas | 13 de agosto |          |
| Libre: Acassuso |           |           |                |              |          |

| Fecha 17         | Fecha 17  | Fecha 17  | Fecha 17         | Fecha 17    | Fecha 17 |
| Local            | Resultado | Visitante | Estadio          | Fecha       |          |
| ---------------- | --------- | --------- | ---------------- | ----------- | -------- |
| Banfield         | 8 - 1     | Acassuso  | Banfield         | 29 de julio |          |
| Estudiantes (BA) | 2 - 3     | Almagro   | Estudiantes (BA) | 29 de julio |          |
| Quilmes          | 2 - 2     | All Boys  | Quilmes          | 29 de julio |          |

| Fecha 18           | Fecha 18  | Fecha 18               | Fecha 18           | Fecha 18    | Fecha 18 |
| Local              | Resultado | Visitante              | Estadio            | Fecha       |          |
| ------------------ | --------- | ---------------------- | ------------------ | ----------- | -------- |
| Argentinos Juniors | 3 - 3     | Colegiales             | Argentinos Juniors | 5 de agosto |          |
| Temperley          | 3 - 1     | Quilmes                | Temperley          | 5 de agosto |          |
| Almagro            | 0 - 3     | Defensores de Belgrano | Almagro            | 5 de agosto |          |
| El Porvenir        | 2 - 1     | Estudiantes (BA)       | El Porvenir        | 5 de agosto |          |
| Libre: Banfield    |           |                        |                    |             |          |

| Fecha 19               | Fecha 19  | Fecha 19           | Fecha 19               | Fecha 19     | Fecha 19 |
| Local                  | Resultado | Visitante          | Estadio                | Fecha        |          |
| ---------------------- | --------- | ------------------ | ---------------------- | ------------ | -------- |
| Estudiantes (BA)       | 4 - 0     | Barracas Central   | Estudiantes (BA)       | 19 de agosto |          |
| Defensores de Belgrano | 2 - 2     | El Porvenir        | Defensores de Belgrano | 19 de agosto |          |
| Sportivo Buenos Aires  | 1 - 3     | Almagro            | Sportivo Buenos Aires  | 19 de agosto |          |
| Colegiales             | 3 - 2     | Excursionistas     | Colegiales             | 19 de agosto |          |
| Sportivo Dock Sud      | 1 - 3     | Argentinos Juniors | Dock Sud               | 19 de agosto |          |

| Fecha 20           | Fecha 20  | Fecha 20               | Fecha 20           | Fecha 20     | Fecha 20 |
| Local              | Resultado | Visitante              | Estadio            | Fecha        |          |
| ------------------ | --------- | ---------------------- | ------------------ | ------------ | -------- |
| Excursionistas     | 0 - 1     | Sportivo Dock Sud      | Excursionistas     | 26 de agosto |          |
| All Boys           | 2 - 3     | Colegiales             | All Boys           | 26 de agosto |          |
| Almagro            | 2 - 1     | Los Andes              | Almagro            | 26 de agosto |          |
| El Porvenir        | 6 - 0     | Sportivo Buenos Aires  | El Porvenir        | 26 de agosto |          |
| Barracas Central   | 3 - 3     | Defensores de Belgrano | Barracas Central   | 26 de agosto |          |
| Argentinos Juniors | 4 - 0     | Talleres (RdE)         | Argentinos Juniors | 30 de agosto |          |

| Fecha 21              | Fecha 21  | Fecha 21         | Fecha 21              | Fecha 21        | Fecha 21 |
| Local                 | Resultado | Visitante        | Estadio               | Fecha           |          |
| --------------------- | --------- | ---------------- | --------------------- | --------------- | -------- |
| Estudiantes (BA)      | 0 - 3     | Acassuso         | Estudiantes (BA)      | 2 de septiembre |          |
| Sportivo Buenos Aires | 2 - 4     | Barracas Central | Sportivo Buenos Aires | 2 de septiembre |          |
| Los Andes             | 5 - 7     | El Porvenir      | Los Andes             | 2 de septiembre |          |
| Colegiales            | 1 - 2     | Temperley        | Colegiales            | 2 de septiembre |          |
| Sportivo Dock Sud     | 0 - 0     | All Boys         | Sportivo Dock Sud     | 2 de septiembre |          |
| Talleres (RdE)        | 3 - 1     | Excursionistas   | Talleres (RdE)        | 2 de septiembre |          |

| Fecha 22         | Fecha 22  | Fecha 22               | Fecha 22         | Fecha 22        | Fecha 22 |
| Local            | Resultado | Visitante              | Estadio          | Fecha           |          |
| ---------------- | --------- | ---------------------- | ---------------- | --------------- | -------- |
| All Boys         | 6 - 1     | Talleres (RdE)         | All Boys         | 9 de septiembre |          |
| Temperley        | 3 - 2     | Sportivo Dock Sud      | Temperley        | 9 de septiembre |          |
| Almagro          | 0 - 1     | Quilmes                | Almagro          | 9 de septiembre |          |
| Barracas Central | 1 - 0     | Los Andes              | Barracas Central | 9 de septiembre |          |
| Acassuso         | 1 - 1     | Defensores de Belgrano | Acassuso         | 9 de septiembre |          |
| Banfield         | 4 - 0     | Estudiantes (BA)       | Banfield         | 9 de septiembre |          |

| Fecha 23               | Fecha 23  | Fecha 23    | Fecha 23               | Fecha 23         | Fecha 23 |
| Local                  | Resultado | Visitante   | Estadio                | Fecha            |          |
| ---------------------- | --------- | ----------- | ---------------------- | ---------------- | -------- |
| Defensores de Belgrano | 1 - 2     | Banfield    | Defensores de Belgrano | 16 de septiembre |          |
| Sportivo Buenos Aires  | 4 - 3     | Acassuso    | Sportivo Buenos Aires  | 16 de septiembre |          |
| Quilmes                | 2 - 2     | El Porvenir | Quilmes                | 16 de septiembre |          |
| Talleres (RdE)         | 3 - 2     | Temperley   | Talleres (RdE)         | 16 de septiembre |          |

| Fecha 24         | Fecha 24  | Fecha 24              | Fecha 24         | Fecha 24         | Fecha 24 |
| Local            | Resultado | Visitante             | Estadio          | Fecha            |          |
| ---------------- | --------- | --------------------- | ---------------- | ---------------- | -------- |
| Barracas Central | 3 - 1     | Quilmes               | Barracas Central | 23 de septiembre |          |
| Acassuso         | 1 - 2     | Los Andes             | Acassuso         | 23 de septiembre |          |
| Banfield         | 5 - 0     | Sportivo Buenos Aires | Banfield         | 23 de septiembre |          |

| Fecha 25   | Fecha 25  | Fecha 25  | Fecha 25          | Fecha 25         | Fecha 25 |
| Local      | Resultado | Visitante | Estadio           | Fecha            |          |
| ---------- | --------- | --------- | ----------------- | ---------------- | -------- |
| Los Andes  | 1 - 3     | Banfield  | Los Andes         | 30 de septiembre |          |
| Colegiales | 1 - 1     | Almagro   | Chacarita Juniors | 30 de septiembre |          |

| Fecha 26                | Fecha 26  | Fecha 26          | Fecha 26    | Fecha 26      | Fecha 26 |
| Local                   | Resultado | Visitante         | Estadio     | Fecha         |          |
| ----------------------- | --------- | ----------------- | ----------- | ------------- | -------- |
| Almagro                 | 4 - 0     | Sportivo Dock Sud | Almagro     | 14 de octubre |          |
| El Porvenir             | 5 - 3     | Colegiales        | El Porvenir | 14 de octubre |          |
| Acassuso                | 4 - 2     | Quilmes           | Acassuso    | 14 de octubre |          |
| Libre: Estudiantes (BA) |           |                   |             |               |          |

| Fecha 27                  | Fecha 27  | Fecha 27         | Fecha 27               | Fecha 27      | Fecha 27 |
| Local                     | Resultado | Visitante        | Estadio                | Fecha         |          |
| ------------------------- | --------- | ---------------- | ---------------------- | ------------- | -------- |
| Defensores de Belgrano    | 2 - 1     | Estudiantes (BA) | Defensores de Belgrano | 21 de octubre |          |
| Quilmes                   | 1 - 0     | Banfield         | Quilmes                | 21 de octubre |          |
| Colegiales                | 2 - 3     | Barracas Central | Colegiales             | 21 de octubre |          |
| Sportivo Dock Sud         | 2 - 1     | El Porvenir      | Sportivo Dock Sud      | 21 de octubre |          |
| Talleres (RdE)            | 2 - 2     | Almagro          | Talleres (RdE)         | 21 de octubre |          |
| Libre: Argentinos Juniors |           |                  |                        |               |          |

| Fecha 28                      | Fecha 28  | Fecha 28              | Fecha 28         | Fecha 28      | Fecha 28 |
| Local                         | Resultado | Visitante             | Estadio          | Fecha         |          |
| ----------------------------- | --------- | --------------------- | ---------------- | ------------- | -------- |
| Excursionistas                | 2 - 1     | Argentinos Juniors    | Excursionistas   | 28 de octubre |          |
| El Porvenir                   | 2 - 3     | Talleres (RdE)        | El Porvenir      | 28 de octubre |          |
| Barracas Central              | 2 - 2     | Sportivo Dock Sud     | Barracas Central | 28 de octubre |          |
| Estudiantes (BA)              | 2 - 0     | Sportivo Buenos Aires | Estudiantes (BA) | 28 de octubre |          |
| Libre: Defensores de Belgrano |           |                       |                  |               |          |

| Fecha 29              | Fecha 29  | Fecha 29               | Fecha 29              | Fecha 29       | Fecha 29 |
| Local                 | Resultado | Visitante              | Estadio               | Fecha          |          |
| --------------------- | --------- | ---------------------- | --------------------- | -------------- | -------- |
| Sportivo Buenos Aires | 1 - 4     | Defensores de Belgrano | Sportivo Buenos Aires | 4 de noviembre |          |
| Los Andes             | 3 - 2     | Estudiantes (BA)       | Los Andes             | 4 de noviembre |          |
| Colegiales            | 3 - 2     | Acassuso               | Colegiales            | 4 de noviembre |          |
| Talleres (RdE)        | 1 - 2     | Barracas Central       | Talleres (RdE)        | 4 de noviembre |          |
| Argentinos Juniors    | 2 - 2     | All Boys               | San Lorenzo           | 4 de noviembre |          |
| Libre: Excursionistas |           |                        |                       |                |          |

| Fecha 30                     | Fecha 30  | Fecha 30           | Fecha 30               | Fecha 30        | Fecha 30 |
| Local                        | Resultado | Visitante          | Estadio                | Fecha           |          |
| ---------------------------- | --------- | ------------------ | ---------------------- | --------------- | -------- |
| All Boys                     | 0 - 0     | Excursionistas     | All Boys               | 11 de noviembre |          |
| Temperley                    | 5 - 3     | Argentinos Juniors | Temperley              | 11 de noviembre |          |
| Acassuso                     | 5 - 2     | Sportivo Dock Sud  | Acassuso               | 11 de noviembre |          |
| Banfield                     | 2 - 1     | Colegiales         | Banfield               | 11 de noviembre |          |
| Defensores de Belgrano       | 2 - 0     | Los Andes          | Defensores de Belgrano | 11 de noviembre |          |
| Libre: Sportivo Buenos Aires |           |                    |                        |                 |          |

| Fecha 31          | Fecha 31  | Fecha 31              | Fecha 31          | Fecha 31        | Fecha 31 |
| Local             | Resultado | Visitante             | Estadio           | Fecha           |          |
| ----------------- | --------- | --------------------- | ----------------- | --------------- | -------- |
| Los Andes         | 5 - 1     | Sportivo Buenos Aires | Los Andes         | 25 de noviembre |          |
| Quilmes           | 7 - 3     | Estudiantes (BA)      | Quilmes           | 25 de noviembre |          |
| Sportivo Dock Sud | 4 - 3     | Banfield              | Sportivo Dock Sud | 25 de noviembre |          |
| Talleres (RdE)    | 6 - 3     | Acassuso              | Talleres (RdE)    | 25 de noviembre |          |
| Excursionistas    | 1 - 3     | Temperley             | Excursionistas    | 25 de noviembre |          |
| Libre: All Boys   |           |                       |                   |                 |          |

| Fecha 32               | Fecha 32  | Fecha 32       | Fecha 32               | Fecha 32       | Fecha 32 |
| Local                  | Resultado | Visitante      | Estadio                | Fecha          |          |
| ---------------------- | --------- | -------------- | ---------------------- | -------------- | -------- |
| Temperley              | 3 - 4     | All Boys       | Temperley              | 2 de diciembre |          |
| Banfield               | 7 - 0     | Talleres (RdE) | Banfield               | 2 de diciembre |          |
| Defensores de Belgrano | 2 - 1     | Quilmes        | Defensores de Belgrano | 2 de diciembre |          |
| Libre: Los Andes       |           |                |                        |                |          |

| Fecha 33         | Fecha 33  | Fecha 33              | Fecha 33 | Fecha 33       | Fecha 33 |
| Local            | Resultado | Visitante             | Estadio  | Fecha          |          |
| ---------------- | --------- | --------------------- | -------- | -------------- | -------- |
| Quilmes          | 7 - 2     | Sportivo Buenos Aires | Quilmes  | 9 de diciembre |          |
| Libre: Temperley |           |                       |          |                |          |

| 1. 2. 3. 4. 5. 6. 7. 8. 9. |

## Torneo hexagonal

### Tabla de posiciones
| Pos | Equipo                 | Pts | PJ | G | E | P | GF | GC | DIF |
| --- | ---------------------- | --- | -- | - | - | - | -- | -- | --- |
| 1.º | Banfield               | 8   | 5  | 4 | 0 | 1 | 14 | 7  | 7   |
| 2.º | All Boys               | 6   | 5  | 2 | 2 | 1 | 15 | 13 | 2   |
| 3.º | Barracas Central       | 6   | 5  | 2 | 2 | 1 | 14 | 11 | 3   |
| 4.º | Temperley              | 5   | 5  | 2 | 1 | 2 | 10 | 9  | 1   |
| 5.º | Defensores de Belgrano | 4   | 5  | 1 | 2 | 2 | 6  | 9  | -3  |
| 6.º | Dock Sud               | 1   | 5  | 0 | 1 | 4 | 10 | 20 | -10 |

|  |                                                                      |
|  | Campeón del torneo de Segunda División, ascendió a Primera División. |

## Caso de soborno
El 17 de diciembre de 1939, se descubrió que un gerente de Banfield soborno a 2 futbolistas de Barracas Central, equipo al que Banfield había enfrentado por la definición del hexagonal y al que venció por 3 a 2. El caso fue llevado a los tribunales, sin embargo, la resolución se dio tiempo después de finalizado el campeonato y se penalizó al campeón con la pérdida de los primeros 5 partidos de la siguiente temporada de Primera División.

### Resultados
Se jugó a una sola rueda de partidos, sin revanchas, en canchas neutrales, utilizando estadios de equipos de Primera División.
| Fecha 1                | Fecha 1   | Fecha 1           | Fecha 1           | Fecha 1         | Fecha 1 |
|                        | Resultado |                   | Estadio           | Fecha           |         |
| ---------------------- | --------- | ----------------- | ----------------- | --------------- | ------- |
| Temperley              | 4 - 2     | Sportivo Dock Sud | Racing            | 16 de diciembre |         |
| Banfield               | 3 - 2     | Barracas Central  | San Lorenzo       | 16 de diciembre |         |
| Defensores de Belgrano | 2 - 2     | All Boys          | Chacarita Juniors | 16 de diciembre |         |

| Fecha 2          | Fecha 2   | Fecha 2                | Fecha 2           | Fecha 2         | Fecha 2 |
|                  | Resultado |                        | Estadio           | Fecha           |         |
| ---------------- | --------- | ---------------------- | ----------------- | --------------- | ------- |
| All Boys         | 3 - 4     | Banfield               | Platense          | 24 de diciembre |         |
| Barracas Central | 5 - 3     | Sportivo Dock Sud      | Chacarita Juniors | 24 de diciembre |         |
| Temperley        | 3 - 1     | Defensores de Belgrano | San Lorenzo       | 24 de diciembre |         |

| Fecha 3                | Fecha 3   | Fecha 3           | Fecha 3       | Fecha 3         | Fecha 3 |
|                        | Resultado |                   | Estadio       | Fecha           |         |
| ---------------------- | --------- | ----------------- | ------------- | --------------- | ------- |
| Banfield               | 2 - 0     | Temperley         | San Lorenzo   | 31 de diciembre |         |
| Defensores de Belgrano | 1 - 1     | Sportivo Dock Sud | Independiente | 31 de diciembre |         |
| Barracas Central       | 2 - 3     | All Boys          | Atlanta       | 31 de diciembre |         |

| Fecha 4                | Fecha 4   | Fecha 4          | Fecha 4           | Fecha 4            | Fecha 4 |
|                        | Resultado |                  | Estadio           | Fecha              |         |
| ---------------------- | --------- | ---------------- | ----------------- | ------------------ | ------- |
| All Boys               | 2 - 2     | Temperley        | Chacarita Juniors | 7 de enero de 1940 |         |
| Defensores de Belgrano | 1 - 3     | Barracas Central | Platense          | 7 de enero de 1940 |         |
| Sportivo Dock Sud      | 2 - 5     | Banfield         | Independiente     | 7 de enero de 1940 |         |

| Fecha 5                | Fecha 5   | Fecha 5           | Fecha 5     | Fecha 5             | Fecha 5 |
|                        | Resultado |                   | Estadio     | Fecha               |         |
| ---------------------- | --------- | ----------------- | ----------- | ------------------- | ------- |
| Defensores de Belgrano | 1 - 0     | Banfield          | River Plate | 14 de enero de 1940 |         |
| All Boys               | 5 - 3     | Sportivo Dock Sud | San Lorenzo | 14 de enero de 1940 |         |
| Barracas Central       | 2 - 1     | Temperley         | Atlanta     | 14 de enero de 1940 |         |

### Desempate Segundo Puesto
|          | Resultado |                  | Estadio           | Fecha               |
| -------- | --------- | ---------------- | ----------------- | ------------------- |
| All Boys | 3 - 1     | Barracas Central | Chacarita Juniors | 21 de enero de 1940 |